# Strefa nerytyczna

Formy ukształtowania dna oceanicznego

Strefa nerytyczna  – strefa przybrzeżnych wód oceanicznych i morskich sięgająca od brzegów lądu do stoku kontynentalnego. Obejmuje wody nad szelfem kontynentalnym. Strefa charakteryzuje się różnorodnością form życia ze względu na przenikanie światła do dna. Organizmy żywe bytują w dnie lub przytwierdzają się do niego ze względu na znaczną ruchliwość wody. W strefie nerytycznej tworzą się osady nerytyczne zwane również szelfowymi.